# オリヴィエ・クレマン

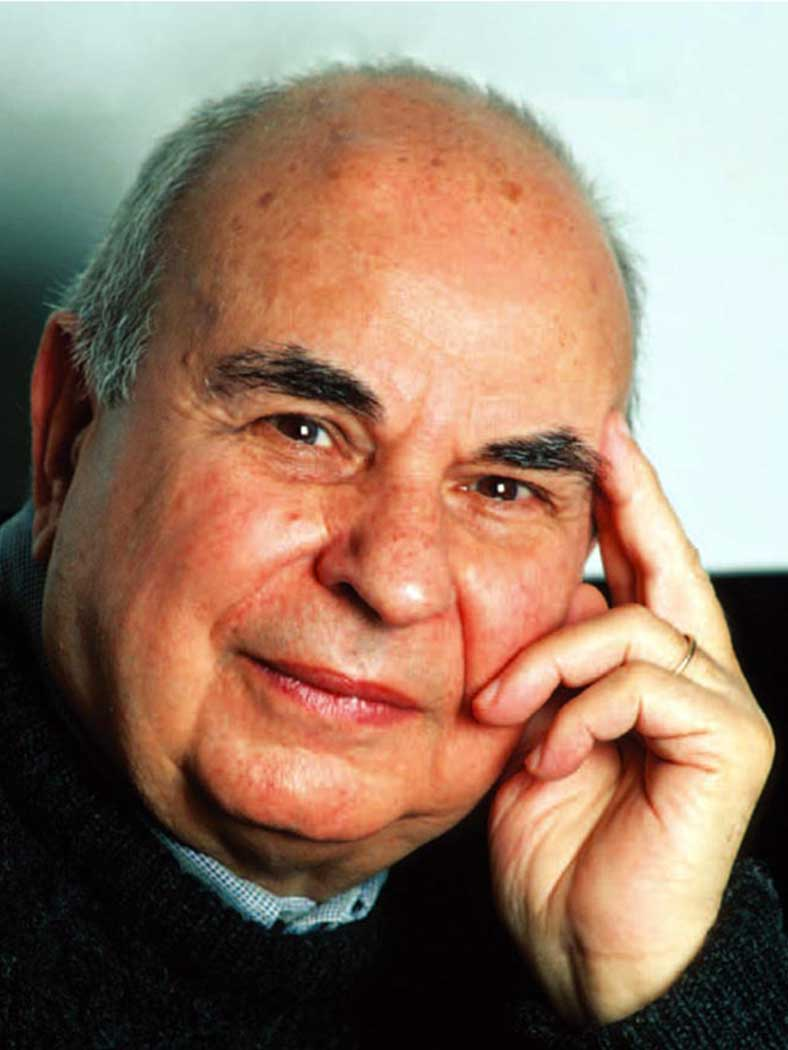
オリヴィエ・クレマン.

オリヴィエ・クレマン（フランス語: Olivier Clément、1921年11月17日 - 2009年1月15日）は、正教に改宗したフランスの神学者。パリの聖セルギイ正教神学院で教鞭をとった。

## 生涯
オリヴィエ・クレマンは1921年に南仏で生まれた。若い頃は特に信仰を持っていなかった。成長するにつれ、ウラジーミル・ロースキイやニコライ・ベルジャーエフなどの、多くのフランス在住の正教神学者達から影響を受け、ついには、後に主教ネクタリイとなるエヴグラフ・コヴァレフスキイ神父の手で領洗した。クレマンはパリ聖セルギイ正教神学院の教職員の一員となった。膨大な著作に加えて、神学雑誌『交際』の編集にも当たった。
クレマンはまた、コンスタンディヌーポリ総主教アシナゴラス1世、ローマ教皇ヨハネ・パウロ2世、司祭であり神学者であったドゥミトル・スタニロアエ、修道士であるテゼ共同体のブラザー・ロジェなど、多くの傑出した人々と交流を行い、主要な精神的テーマについて対談を行った。
オリヴィエ・クレマンは2009年1月15日に永眠。87歳であった。埋葬式はフランス、パリにて2009年1月20日に執り行われた。

## 著作
- オリヴィエ・クレマン『東方正教会』冷牟田修二・白石治朗訳、白水社・文庫クセジュ、1977年。ISBN 978-4-560-05607-3 (4-560-05607-2)
- オリヴィエ・クレマン／ジャック・セール『イエスの祈り』宮本久雄・大森正樹訳、新世社・東方キリスト教叢書、1995年
- Taize: A Meaning to Life (GIA publications, 1997) - ISBN 978-1579990077
- The Roots of Christian Mysticism (New City Press, 1996) - ISBN 1565480295
- Three Prayers: The Lord's Prayer, O Heavenly King, Prayer of Saint Ephrem (SVS Press, 2000) - ISBN 0881411973
- On Human Being: Spiritual Anthropology (New City Press, 2000) - ISBN 1565481437
- You are Peter: An Orthodox Reflection on the Exercise of Papal Primacy (New City Press, 2003) - ISBN 1565481895
- The Spirit of Solzhenitsyn (Barnes & Noble Books, 1976) - ISBN 0064912124

## 論文
- "Martyrs and Confessors" The Ecumenical Review 52:3 (July, 2000), pp. 343-350
- "Be careful of Ramadan's model of Islam" Vita e Pensiero, December 2003 (scroll down for article)
- Jesus, the one consecrated by the Holy Spirit (1998) - On the Vatican's official website

## 動画
- Two interviews in French

## レビュー
- You are Peter - Reviewed by Peter Westmore
- You are Peter - Reviewed by Adam A. J. DeVille First Things 147 (November 2004)

## 語録
- "The spiritual person is drunk with the wine of love and that wine is the Spirit, the wine of power and life."